# Geising
Geising – dzielnica miasta Altenberg w Niemczech, w kraju związkowym Saksonia, w powiecie Sächsische Schweiz-Osterzgebirge.
Do 31 grudnia 2010 samodzielne miasto

## Współpraca
Miejscowości partnerskie:
- Krupka, Czechy
- Schiltach, Badenia-Wirtembergia